# Leni Stern
Magdalena Thora, más conocida como Leni Stern (Múnich, 28 de abril de 1952),
es una intérprete de n'goni (laúd de siete cuerdas), guitarrista, cantante y actriz alemana.

## Trayectoria
Se interesó en la música desde niña, comenzando con estudios de piano a los seis años, y comenzando con la guitarra a los once.
A los diecisiete años formó su propia compañía teatral, lo que llamó la atención de los medios. Realizó sus producciones ―de ideología radical― frente a multitudes en varias ciudades de Europa, con entradas agotadas.
Desde 1977, Stern eligió la música por encima de la actuación, y se mudó de Alemania a Estados Unidos para asistir a la Berklee College of Music (de Boston, donde estudió música para cine.
Actuó en las películas alemanas
Betreten verboten (1972),
Ein unheimlich starker Abgang (1973) y
Goldener Sonntag (1976).
En 1981 renunció a la música para cine y se decidió por la guitarra. En 1981 se mudó a la ciudad de Nueva York, y tocó en varias bandas de rock y jazz. En 1983 formó su propia banda con Paul Motian (batería) y Bill Frisell (guitarra eléctrica). En cinco veces consecutivas (1996-2000) fue galardonada con el premio
Gibson Guitar Female Jazz Guitarist of the Year (‘premio Gibson a la guitarrista de jazz del año’).
En 1985 grabó su primer álbum, Clairvoyant (‘clarividente’). Grabó en total quince álbumes en solitario, siendo el último Jelell (de 2013), grabado en Dakar (Senegal).
Sus obras más recientes yuxtaponen la inventiva guitarra y las exploraciones vocales de Stern con los sonidos de instrumentistas y cantantes indígenas de África Occidental. Ella ha trabajado con
Bassekou Kouyate,
Ami Sacko,
Salif Keita,
Toumani Diabate,
Baaba Maal
y muchos otros músicos africanos.
Ella aparece en el largometraje documental Last Song Before the War (‘la última canción antes de la guerra’), acerca del Festival en el Desierto que se realizó en Tombuctú (República de Malí).
Su cover de la canción de Laura Nyro, Upstairs by a Chinese Lamp (‘arriba, al lado de una lámpara china’) apareció en Time and Love: The Music of Laura Nyro (‘el tiempo y el amor: la música de Laura Nyro’), el álbum tributo a Laura Nyro.

En 1997 creó la empresa discográfica Leni Stern Recordings (LSR), que le ha permitido mantener el control completo sobre sus grabaciones y su voz artística independiente. El primer lanzamiento de LSR fue el primer álbum a capela de Stern, Black Guitar. Ted Drozdowski, del diario Boston Phoenix ha descrito la voz de Stern de la siguiente manera: «Es como si Marlene Dietrich le hubiera pedido prestado el fraseo a Billie Holiday».
Está casada con el guitarrista Mike Stern.

## Filmografía
- 1972: Betreten verboten.
- 1973: Ein unheimlich starker Abgang.
- 1976: Goldener Sonntag.

## Discografía
- 1985: Clairvoyant.
- 1987: The Next Day.
- 1988: Secrets.
- 1990: Closer to the Light.
- 1991: Signal (con Wayne Krantz).
- 1992: Ten Songs.
- 1993: Like One.
- 1995: Words.

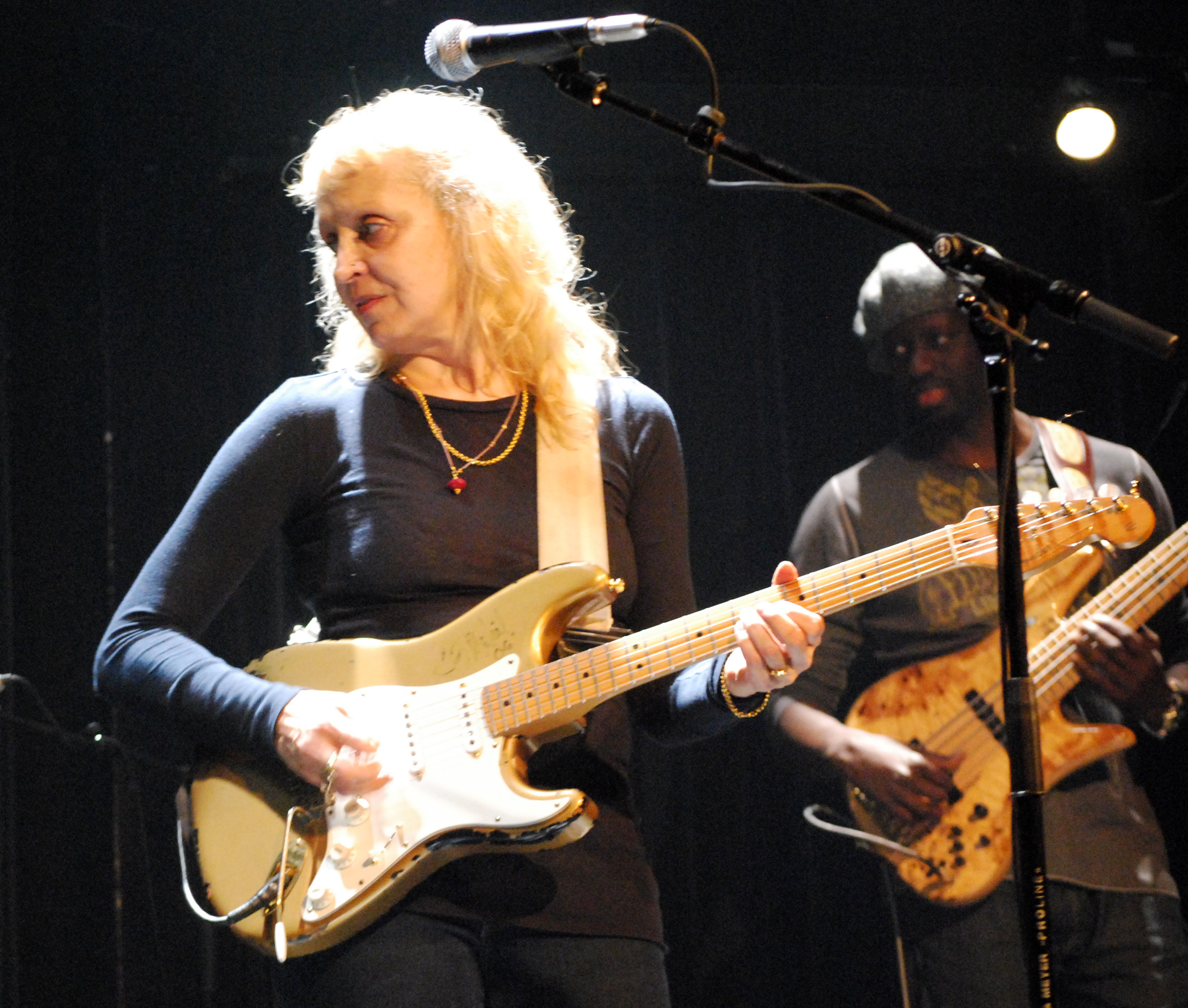
Leni Stern toca la guitarra eléctrica en un recital en el Treibhaus (Innsbruck, marzo de 2009).

- 1996: Separate Cages (con Wayne Krantz).
- 1997: Black Guitar.
- 1998: Recollection.
- 2000: Kindness of Strangers.
- 2002: Finally the Rain Has Come.
- 2003: Ice Cold Water (EP).
- 2004: When Evening Falls.
- 2005: 10,000 Butterflies (EP).
- 2006: Love Comes Quietly.
- 2007: Alu Maye (Have You Heard)] (EP).[2]
- 2007: Africa.[3]
- 2009: Spirit in the Water (EP).[4]
- 2010: Sa Belle Belle Ba.[5]
- 2011: Sabani.[6]
- 2012: Smoke, No Fire.[7]
- 2013: Jelell.[8]
- 2016  Dakar Suite

## Referencias

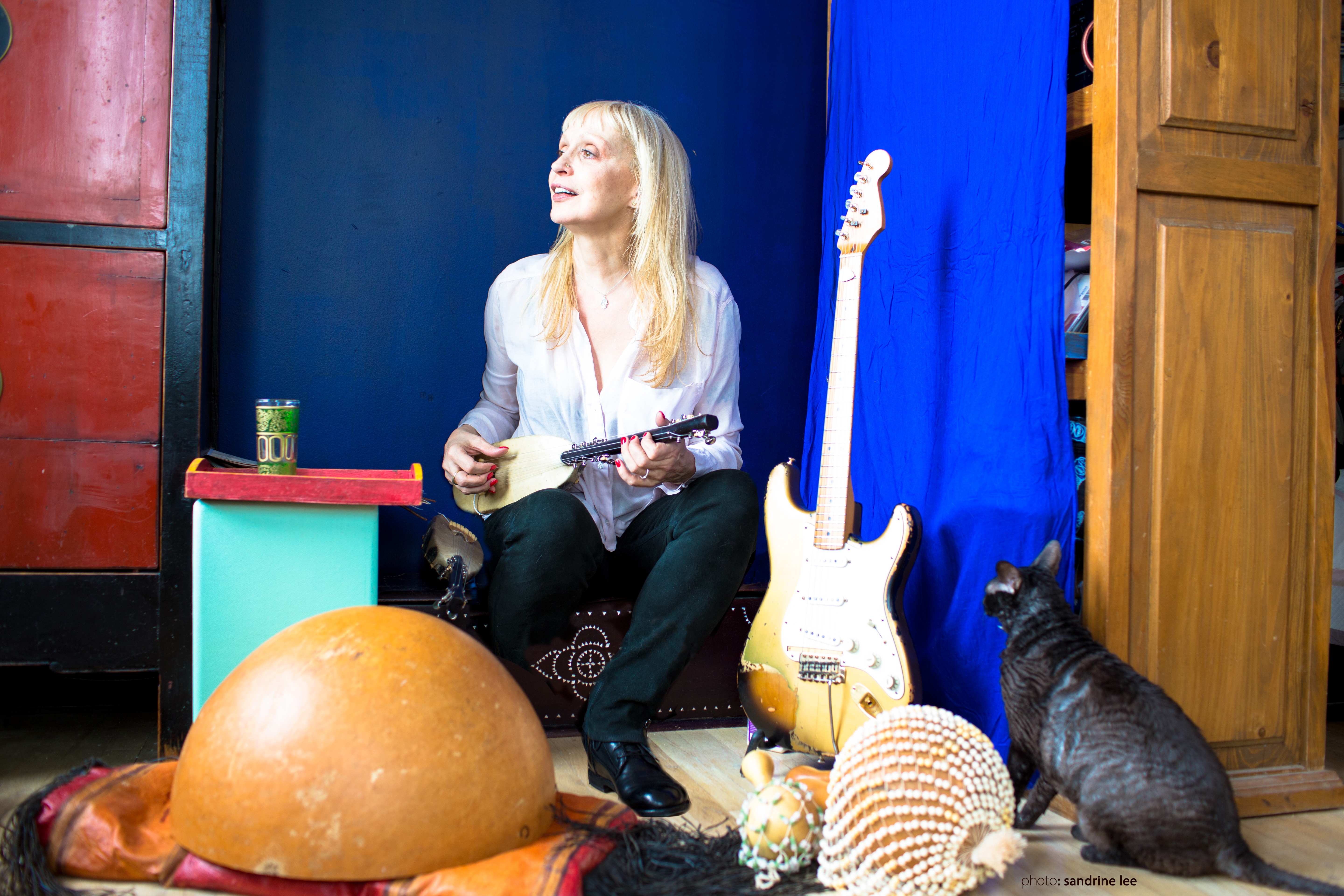
Leni Stern toca el ngoni en su casa, en 2014.